# Премія «Золотий глобус» за найкращу чоловічу роль у телесеріалі — драма
Премія «Золотий глобус» за найкращу чоловічу роль у телесеріалі — драма вручається щорічно з 1962 року. Відпочатку ця престижна нагорода Голлівудської асоціації іноземної преси мала назву «Найкраща телевізійна зірка — чоловік», але з 1969 року було запроваджене розмежування за жанрами драми та комедії, і нагорода змінила назву: «Найкращий телевізійний актор — драма» та «Найкращий телевізійний актор — мюзикл або комедія». З 1980 року і дотепер вживається сучасна назва.
Нижче наведено повний список переможців і номінантів.
Імена переможців виділені окремим кольором.

## 2000—2009
| Рік  | Премія | Світлини переможців                                            | Переможці та номінанти                                     |
| ---- | ------ | -------------------------------------------------------------- | ---------------------------------------------------------- |
| 2000 | 57-ма  |                                                                | • Джеймс Гандольфіні — «Клан Сопрано» за роль Тоні Сопрано |
| 2000 | 57-ма  | • Біллі Кемпбелл — «Знову і знову» за роль Ріка Семмлера       |                                                            |
| 2000 | 57-ма  | • Роб Лоу — «Західне крило» за роль Сема Сіборна               |                                                            |
| 2000 | 57-ма  | • Ділан Макдермотт — «Практика» за роль Боббі Доннела          |                                                            |
| 2000 | 57-ма  | • Мартін Шин — «Західне крило» за роль Джозая Бартлета         |                                                            |
| 2001 | 58-ма  |                                                                | • Мартін Шин — «Західне крило» за роль Джозая Бартлета     |
| 2001 | 58-ма  | • Андре Брауер — «Перехрестя Гедеона» за роль Бена Гедеона     |                                                            |
| 2001 | 58-ма  | • Джеймс Гандольфіні — «Клан Сопрано» за роль Тоні Сопрано     |                                                            |
| 2001 | 58-ма  | • Роб Лоу — «Західне крило» за роль Сема Сіборна               |                                                            |
| 2001 | 58-ма  | • Ділан Макдермотт — «Практика» за роль Боббі Доннела          |                                                            |
| 2002 | 59-та  |                                                                | • Кіфер Сазерленд — «24» за роль Джека Бауера              |
| 2002 | 59-та  | • Саймон Бейкер — «Захисник» за роль Ніка Фелліна              |                                                            |
| 2002 | 59-та  | • Джеймс Гандольфіні — «Клан Сопрано» за роль Тоні Сопрано     |                                                            |
| 2002 | 59-та  | • Пітер Краузе — «Клієнт завжди мертвий» за роль Нейта Фішера  |                                                            |
| 2002 | 59-та  | • Мартін Шин — «Західне крило» за роль Джозая Бартлета         |                                                            |
| 2003 | 60-та  |                                                                | • Майкл Чикліс — «Щит» за роль Віка Меккі                  |
| 2003 | 60-та  | • Джеймс Гандольфіні — «Клан Сопрано» за роль Тоні Сопрано     |                                                            |
| 2003 | 60-та  | • Пітер Краузе — «Клієнт завжди мертвий» за роль Нейта Фішера  |                                                            |
| 2003 | 60-та  | • Мартін Шин — «Західне крило» за роль Джозая Бартлета         |                                                            |
| 2003 | 60-та  | • Кіфер Сазерленд — «24» за роль Джека Бауера                  |                                                            |
| 2004 | 61-ша  |                                                                | • Ентоні Лапалья — «Без сліду» за роль Джека Малоуна       |
| 2004 | 61-ша  | • Майкл Чикліс — «Щит» за роль Віка Меккі                      |                                                            |
| 2004 | 61-ша  | • Вільям Петерсен — «CSI: Місце злочину» за роль Гілла Грісома |                                                            |
| 2004 | 61-ша  | • Мартін Шин — «Західне крило» за роль Джозая Бартлета         |                                                            |
| 2004 | 61-ша  | • Кіфер Сазерленд — «24» за роль Джека Бауера                  |                                                            |
| 2005 | 62-га  |                                                                | • Іян Макшейн — «Дедвуд» за роль Ела Сверінджона           |
| 2005 | 62-га  | • Майкл Чикліс — «Щит» за роль Віка Меккі                      |                                                            |
| 2005 | 62-га  | • Деніс Лірі — «Врятуй мене» за роль Томмі Гевіна              |                                                            |
| 2005 | 62-га  | • Джуліен Макмайон — «Частини тіла» за роль Крістіна Троя      |                                                            |
| 2005 | 62-га  | • Джеймс Спейдер — «Бостонське правосуддя» за роль Алана Шора  |                                                            |
| 2006 | 63-тя  |                                                                | • Г'ю Лорі — «Доктор Хаус» за роль Грегорі Хауса           |
| 2006 | 63-тя  | • Патрік Демпсі — «Анатомія Грей» за роль Дерека Шепарда       |                                                            |
| 2006 | 63-тя  | • Метью Фокс — «Загублені» за роль Джека Шепарда               |                                                            |
| 2006 | 63-тя  | • Вентворт Міллер — «Втеча з в'язниці» за роль Майкла Скофілда |                                                            |
| 2006 | 63-тя  | • Кіфер Сазерленд — «24» за роль Джека Бауера                  |                                                            |
| 2007 | 64-та  |                                                                | • Г'ю Лорі — «Доктор Хаус» за роль Грегорі Хауса           |
| 2007 | 64-та  | • Патрік Демпсі — «Анатомія Грей» за роль Дерека Шепарда       |                                                            |
| 2007 | 64-та  | • Майкл Голл — «Декстер» за роль Декстера Моргана              |                                                            |
| 2007 | 64-та  | • Білл Пекстон — «Велике кохання» за роль Біла Генріксона      |                                                            |
| 2007 | 64-та  | • Кіфер Сазерленд — «24» за роль Джека Бауера                  |                                                            |
| 2008 | 65-та  |                                                                | • Джон Гемм — «Божевільні» за роль Дона Дрейпера           |
| 2008 | 65-та  | • Майкл Голл — «Декстер» за роль Декстера Моргана              |                                                            |
| 2008 | 65-та  | • Г'ю Лорі — «Доктор Хаус» за роль Грегорі Хауса               |                                                            |
| 2008 | 65-та  | • Білл Пекстон — «Велике кохання» за роль Біла Генріксона      |                                                            |
| 2008 | 65-та  | • Джонатан Ріс-Маєрс — «Тюдори» за роль короля Генріха VIII    |                                                            |
| 2009 | 66-та  |                                                                | • Гебріел Бірн — «На лікуванні» за роль Пола Вестона       |
| 2009 | 66-та  | • Майкл Голл — «Декстер» за роль Декстера Моргана              |                                                            |
| 2009 | 66-та  | • Джон Гемм — «Божевільні» за роль Дона Дрейпера               |                                                            |
| 2009 | 66-та  | • Г'ю Лорі — «Доктор Хаус» за роль Грегорі Хауса               |                                                            |
| 2009 | 66-та  | • Джонатан Ріс-Маєрс — «Тюдори» за роль короля Генріха VIII    |                                                            |

## 2010—2019
| Рік  | Премія | Світлини переможців                                             | Переможці та номінанти                                        |
| ---- | ------ | --------------------------------------------------------------- | ------------------------------------------------------------- |
| 2010 | 67-ма  |                                                                 | • Майкл Голл — «Декстер» за роль Декстера Моргана             |
| 2010 | 67-ма  | • Саймон Бейкер — «Менталіст» за роль Патріка Джейна            |                                                               |
| 2010 | 67-ма  | • Джон Гемм — «Божевільні» за роль Дона Дрейпера                |                                                               |
| 2010 | 67-ма  | • Г'ю Лорі — «Доктор Хаус» за роль Грегорі Хауса                |                                                               |
| 2010 | 67-ма  | • Білл Пекстон — «Велике кохання» за роль Біла Генріксона       |                                                               |
| 2011 | 68-ма  |                                                                 | • Стів Бушемі — «Підпільна імперія» за роль Накі Джонсона     |
| 2011 | 68-ма  | • Браян Кренстон — «Пуститися берега» за роль Волтера Вайта     |                                                               |
| 2011 | 68-ма  | • Майкл Голл — «Декстер» за роль Декстера Моргана               |                                                               |
| 2011 | 68-ма  | • Джон Гемм — «Божевільні» за роль Дона Дрейпера                |                                                               |
| 2011 | 68-ма  | • Г'ю Лорі — «Доктор Хаус» за роль Грегорі Хауса                |                                                               |
| 2012 | 69-та  |                                                                 | • Келсі Греммер — «Бос» за роль Тома Кейна                    |
| 2012 | 69-та  | • Стів Бушемі — «Підпільна імперія» за роль Накі Джонсона       |                                                               |
| 2012 | 69-та  | • Браян Кренстон — «Пуститися берега» за роль Волтера Вайта     |                                                               |
| 2012 | 69-та  | • Джеремі Айронс — «Борджіа» за роль Родріґо Борджіа            |                                                               |
| 2012 | 69-та  | • Деміен Льюїс — «Батьківщина» за роль Ніколаса Броуді          |                                                               |
| 2013 | 70-та  |                                                                 | • Деміен Льюїс — «Батьківщина» за роль Ніколаса Броуді        |
| 2013 | 70-та  | • Стів Бушемі — «Підпільна імперія» за роль Накі Джонсона       |                                                               |
| 2013 | 70-та  | • Браян Кренстон — «Пуститися берега» за роль Волтера Вайта     |                                                               |
| 2013 | 70-та  | • Джефф Деніелс — «Новини» за роль Віла МакЕвоя                 |                                                               |
| 2013 | 70-та  | • Джон Гемм — «Божевільні» за роль Дона Дрейпера                |                                                               |
| 2014 | 71-ша  |                                                                 | • Браян Кренстон — «Пуститися берега» за роль Волтера Вайта   |
| 2014 | 71-ша  | • Лев Шрайбер — «Рей Донован» за роль Рея Донована              |                                                               |
| 2014 | 71-ша  | • Майкл Шин — «Майстри сексу» за роль Вільяма Мастерса          |                                                               |
| 2014 | 71-ша  | • Кевін Спейсі — «Картковий будинок» за роль Френка Андервуда   |                                                               |
| 2014 | 71-ша  | • Джеймс Спейдер — «Чорний список» за роль Реймонда Реддінгтона |                                                               |
| 2015 | 72-га  |                                                                 | • Кевін Спейсі — «Картковий будинок» за роль Френка Андервуда |
| 2015 | 72-га  | • Клайв Овен — «Лікарня Нікербокер» за роль Джона «Тека» Текері |                                                               |
| 2015 | 72-га  | • Лев Шрайбер — «Рей Донован» за роль Рея Донована              |                                                               |
| 2015 | 72-га  | • Джеймс Спейдер — «Чорний список» за роль Реймонда Реддінгтона |                                                               |
| 2015 | 72-га  | • Домінік Вест — «Роман» за роль Ноя Солловея                   |                                                               |
| 2016 | 73-тя  |                                                                 | • Джон Гемм — «Божевільні» за роль Дона Дрейпера              |
| 2016 | 73-тя  | • Рамі Малек — «Пан Робот» за роль Еліота Алдерсона             |                                                               |
| 2016 | 73-тя  | • Вагнер Моура — «Нарки» за роль Пабло Ескобара                 |                                                               |
| 2016 | 73-тя  | • Боб Оденкерк — «Краще подзвоніть Солу» за роль Сола Ґудмена   |                                                               |
| 2016 | 73-тя  | • Лев Шрайбер — «Рей Донован» за роль Рея Донована              |                                                               |
| 2017 | 74-та  |                                                                 | • Біллі Боб Торнтон — «Голіаф» за роль Білла МакБрайда        |
| 2017 | 74-та  | • Рамі Малек — «Пан Робот» за роль Еліота Алдерсона             |                                                               |
| 2017 | 74-та  | • Боб Оденкерк — «Краще подзвоніть Солу» за роль Сола Ґудмена   |                                                               |
| 2017 | 74-та  | • Метью Ріс — «Американці» за роль Філіпа Дженнінгза            |                                                               |
| 2017 | 74-та  | • Лев Шрайбер — «Рей Донован» за роль Рея Донована              |                                                               |
| 2018 | 75-та  |                                                                 | • Стерлінг К. Браун — «Це – ми» за роль Ренделла Пірсона      |
| 2018 | 75-та  | • Джейсон Бейтман — «Озарк» за роль Мартіна Берда               |                                                               |
| 2018 | 75-та  | • Фредді Гаймор — «Добрий лікар» за роль Шона Мерфі             |                                                               |
| 2018 | 75-та  | • Боб Оденкерк — «Краще подзвоніть Солу» за роль Сола Ґудмена   |                                                               |
| 2018 | 75-та  | • Лев Шрайбер — «Рей Донован» за роль Рея Донована              |                                                               |
| 2019 | 76-та  |                                                                 | • Річард Медден — «Тілоохоронець» за роль Девіда Бадда        |
| 2019 | 76-та  | • Джейсон Бейтман — «Озарк» за роль Мартіна Берда               |                                                               |
| 2019 | 76-та  | • Стефан Джеймс — «Повернення додому» за роль Волтера Круза     |                                                               |
| 2019 | 76-та  | • Біллі Портер — «Поза» за роль Прея Телла                      |                                                               |
| 2019 | 76-та  | • Метью Ріс — «Американці» за роль Філіпа Дженнінгза            |                                                               |

## 2020—2029
| Рік  | Премія | Світлини переможців                                                  | Переможці та номінанти                               |
| ---- | ------ | -------------------------------------------------------------------- | ---------------------------------------------------- |
| 2020 | 77-ма  |                                                                      | • Браян Деніс Кокс — «Спадкоємці» за роль Логана Роя |
| 2020 | 77-ма  | • Кіт Герінґтон — «Гра престолів» за роль Джона Сноу                 |                                                      |
| 2020 | 77-ма  | • Рамі Малек — «Пан Робот» за роль Еліота Алдерсона                  |                                                      |
| 2020 | 77-ма  | • Тобайас Мензіс — «Корона» за роль Філіпа, герцога Единбурзького    |                                                      |
| 2020 | 77-ма  | • Біллі Портер — «Поза» за роль Прея Телла                           |                                                      |
| 2021 | 78-ма  |                                                                      | • Джош О'Коннор — «Корона» за роль принца Чарльза    |
| 2021 | 78-ма  | • Джейсон Бейтман — «Озарк» за роль Мартіна "Марті" Берде            |                                                      |
| 2021 | 78-ма  | • Боб Оденкірк — «Краще подзвоніть Солу» за роль Сола Гудмана        |                                                      |
| 2021 | 78-ма  | • Аль Пачіно — «Мисливці» за роль Мейєра Офдермана                   |                                                      |
| 2021 | 78-ма  | • Метью Ріс — «Перрі Мейсон» за роль Перрі Мейсона                   |                                                      |
| 2022 | 79-та  |                                                                      | • Джеремі Стронг — «Спадщина» за роль Кендалла Роя   |
| 2022 | 79-та  | • Браян Деніс Кокс — «Спадщина» за роль Логана Роя                   |                                                      |
| 2022 | 79-та  | • Лі Чон Че — «Гра в кальмара» за роль Сон Гі Хуна                   |                                                      |
| 2022 | 79-та  | • Біллі Портер — «Поза» за роль Прея                                 |                                                      |
| 2022 | 79-та  | • Омар Сі — «Люпен» за роль Ассана Діопа                             |                                                      |
| 2023 | 80-та  |                                                                      | • Кевін Костнер — «Єллоустоун» за роль Джона Даттона |
| 2023 | 80-та  | • Джефф Бріджес — «Старий» за роль Дена Чейса                        |                                                      |
| 2023 | 80-та  | • Дієго Луна — «Андор» за роль Касіана Андора                        |                                                      |
| 2023 | 80-та  | • Боб Оденкерк — «Краще подзвоніть Солу» за роль Сола Ґудмена        |                                                      |
| 2023 | 80-та  | • Адам Скотт — «Розрив» за роль Марка Скаута                         |                                                      |
| 2024 | 81-ша  |                                                                      | • Кіран Калкін — «Спадкоємці» за роль Романа Роя     |
| 2024 | 81-ша  | • Браян Деніс Кокс — «Спадкоємці» за роль Логана Роя                 |                                                      |
| 2024 | 81-ша  | • Джеремі Стронг — «Спадкоємці» за роль Кендалла Роя                 |                                                      |
| 2024 | 81-ша  | • Ґері Олдмен — «Повільні коні» за роль Джексона Лемба               |                                                      |
| 2024 | 81-ша  | • Домінік Вест — «Корона» за роль Чарльза, принца Уельського         |                                                      |
| 2024 | 81-ша  | • Педро Паскаль — «Останні з нас» за роль Джоела Міллера             |                                                      |
| 2025 | 82-га  |                                                                      | • Санада Хіроюкі — «Сьоґун» за роль Йоші Торанага    |
| 2025 | 82-га  | • Дональд Гловер — «Містер і місіс Сміт» за роль містера Сміта       |                                                      |
| 2025 | 82-га  | • Джейк Джилленгол — «Презумпція невинуватості» за роль Расті Сабіча |                                                      |
| 2025 | 82-га  | • Ґері Олдмен — «Повільні коні» за роль Джексона Лемба               |                                                      |
| 2025 | 82-га  | • Едді Редмейн — «День Шакала» за роль Шакала                        |                                                      |
| 2025 | 82-га  | • Біллі Боб Торнтон — «Землянин» за роль Томмі Норріса               |                                                      |